# Akademicki Klub Turystyczny Wrocław

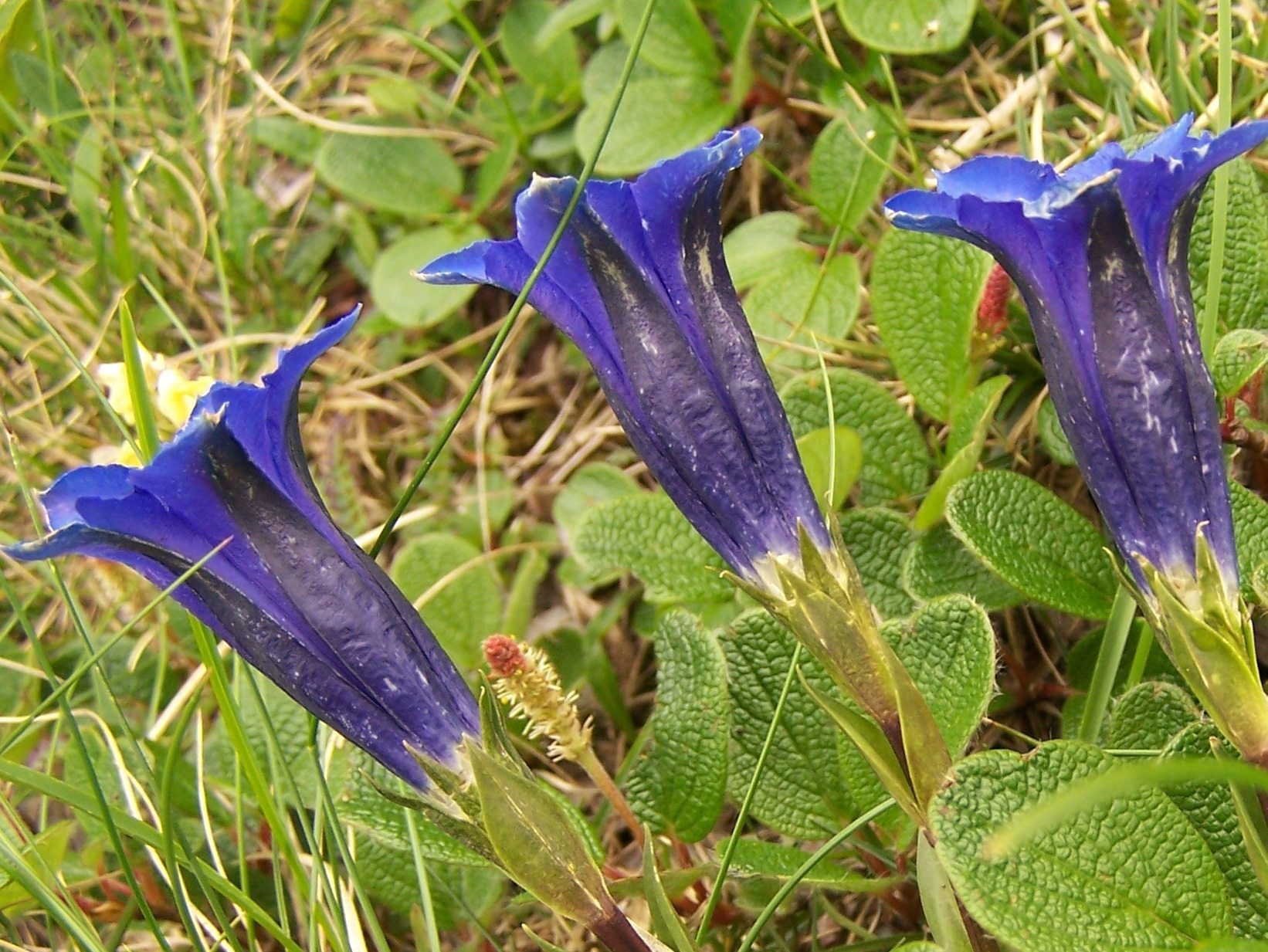
Goryczka krótkołodygowa (Gentiana clusii Perr. & Songeon)

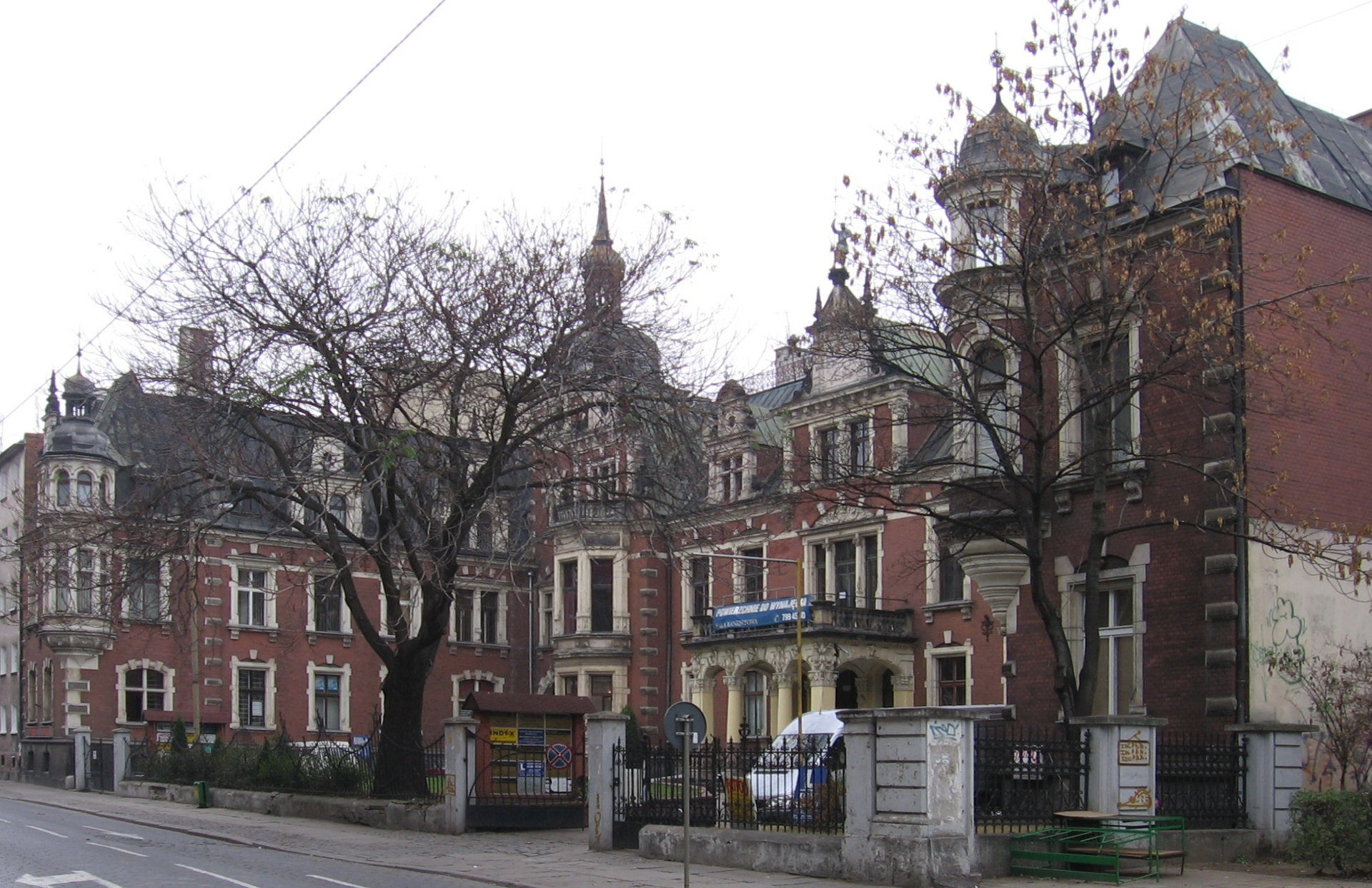
„Pałacyk” przy ul. Kościuszki we Wrocławiu – w latach 60. XX w. siedziba AKT i Sekcji Grotołazów

Akademicki Klub Turystyczny Wrocław – klub turystyczny, który powstał w 1957 z inicjatywy członków Koła Naukowego Geografów Uniwersytetu Wrocławskiego i Klubu Trampów Politechniki Wrocławskiej.  Wzorem dla AKT był przedwojenny Akademicki Klub Turystyczny we Lwowie, którego założyciel (1906) i prezes, Mieczysław Orłowicz poparł wrocławską inicjatywę i doradzał organizatorom w 1958:

Jedni nie umieją prowadzić pracy turystycznej, drudzy nie chcą jej prowadzić, a tego rodzaju instytucje stoją właściwie na jednostkach pełnych zapału, chętnie poświęcających swój czas, mających świadomość celu i znajomość środków wiodących do celu. Jeśli takich znajdziecie, to pojedziecie, jeżeli nie znajdziecie, to upadniecie ...

Początkowo AKT Wrocław składał się z dwóch części: Sekcji Grotołazów i Koła Przewodników AKT. W miarę rozwijania działalności Koło Przewodników uległo podziałowi na koła uczelniane działające na większości wrocławskich uczelni.
W latach 80. XX w. działalność AKT Wrocław zanikła (ostatnie zebranie zarządu AKT w 1979), a poszczególne koła usamodzielniły się jako organizacje uczelniane. W 2024 w tradycji dawnego Koła Przewodników AKT funkcjonują dwie organizacje:
- Akademicki Klub Turystyczny im. Mieczysława Orłowicza przy Uniwersytecie Przyrodniczym we Wrocławiu[4]
- Studenckie Koło Przewodników Sudeckich Wrocław (jako samodzielne stowarzyszenie)[5][6][7].

Pod niezmienioną nazwą działa bez przerwy Sekcja Grotołazów Wrocław.

## Tak było
W 2023 ukazało się wydawnictwo książkowe Tak było. Turystyka studencka w środowisku wrocławskim autorstwa zespołu członków AKT kilku generacji. Ten sam zespół redakcyjny (Mika Anioł, Nina Walny i Krzysztof Nowak) rok później wydał drugi tom Tak było. Obie publikacje o łącznej objętości ponad 1000 stron przedstawiają materiał wspomnieniowy i źródłowy dla zainteresowanych historią studenckiego ruchu turystycznego we Wrocławiu.